# Руда (гміна Ґідле)
Руда (пол. Ruda) — село в Польщі, у гміні Ґідле Радомщанського повіту Лодзинського воєводства.
Населення — 207 осіб (2011).
У 1975—1998 роках село належало до Ченстоховського воєводства.

## Демографія
Демографічна структура станом на 31 березня 2011 року:
|          | Загалом | Допрацездатний вік | Працездатний вік | Постпрацездатний вік |
| -------- | ------- | ------------------ | ---------------- | -------------------- |
| Чоловіки | 107     | 14                 | 75               | 18                   |
| Жінки    | 100     | 18                 | 57               | 25                   |
| Разом    | 207     | 32                 | 132              | 43                   |